# Anthurium purpureum
Anthurium purpureum är en kallaväxtart som beskrevs av Nicholas Edward Brown. Anthurium purpureum ingår i släktet Anthurium och familjen kallaväxter. Inga underarter finns listade.